# Томас Баррак
Томас Джей Баррак (на английски: Thomas J. Barrack Jr.) е американски инвеститор в частни капиталови недвижими имоти и основател, председател и главен изпълнителен директор на компанията за инвестиции в недвижими имоти Colony Capital, със седалище в Лос Анджелис, Калифорния.

## Произход и образование
Семейството му емигрира в Съединените щати от Ливан. Завършва бакалавърската си степен през 1969 г. в Университета на Южна Калифорния, където бил звезда в отбора по ръгби на тяхното национално първенство.

## Кариера
Неговата първа работа била в кантората на Хърбърт Калмбах, личен адвокат на президента Ричард Никсън. След това работи в Саудитска Арабия за Fluor Corporation. Там той научава арабски език и започва да работи за саудитски принцове. Малко след това помага за разрешаването на дипломатически проблем между Саудитска Арабия и Хаити.
По-късно Баррак работи като заместник-помощник в американското министерство на вътрешните работи под наблюдението на Джеймс Уот в администрацията на Роналд Рейгън.
През 1990 г. той основава Colony Capital и получава първоначална инвестиция от Bass и GE Capital, а по-късно и от Eli Broad, Merrill Lynch и Koo Чен-Фу. След което Баррак инвестира около 200 милиона долара в недвижими имоти в Близкия Изток и 534 милиона долара в необслужвани немски недвижими имоти и заеми. Чрез Colony Capital той управлява портфейл от 25 милиарда долара в активи, от хотелска верига Fairmont Raffles Hotels International в Азия, бившия курорт на Ага Хан в Сардиния, Resorts International Holdings, One & Only Resorts, Atlantis, и т.н.
Той бил член на Борда на директорите на Accor, Кerner, First Republic Bank, Continental Airlines, Korea First Bank и Megaworld Properties & Holdings. Освен това френският президент Никола Саркози му присъжда почетната награда на Франция Орден на Почетния легион. И е доверено лице в Университета на Южна Калифорния. Към септември 2011 г. Баррак е на 833 място сред най-богатите хора в света и на 375-о място сред най-богатите хора в САЩ, с богатство от 1.1. млрд. долара. През 2014 г. той вече не е милиардер.

## Политическа активност
Баррак подкрепя кандидатурата на Доналд Тръмп за президент през 2016 г. и е главен инициатор в набирането на средства за кампанията на Тръмп чрез „Rebuilding America Now“ Super PAC. Той бива спряган за министър на финансите в кабинета на Тръмп.

## Личен живот
Баррак е разведен от 2016 г. и има шест деца. Живеят в Лос Анджелис, Калифорния и прекарва летата си в замък в Южна Франция. Той е собственик на ранчото Невърленд (Neverland Ranch).